# Bulbophyllum maculatum
Bulbophyllum maculatum är en orkidéart som beskrevs av Boxall och Andrés Náves. Bulbophyllum maculatum ingår i släktet Bulbophyllum och familjen orkidéer.
Artens utbredningsområde är Filippinerna. Inga underarter finns listade i Catalogue of Life.